# NIMBY

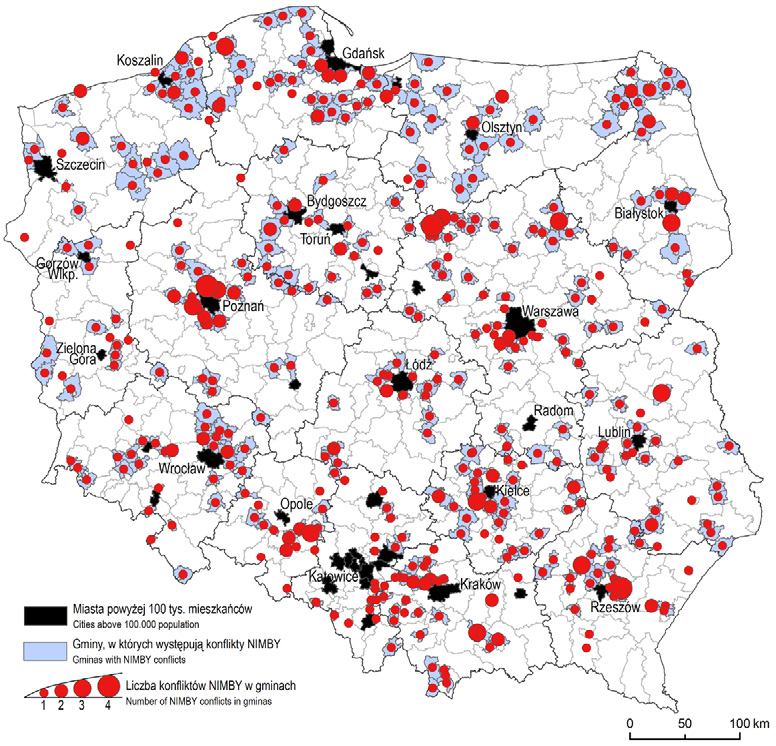
Mapa konfliktów typu NIMBY opisanych w polskiej prasie w okresie 2007–2014.

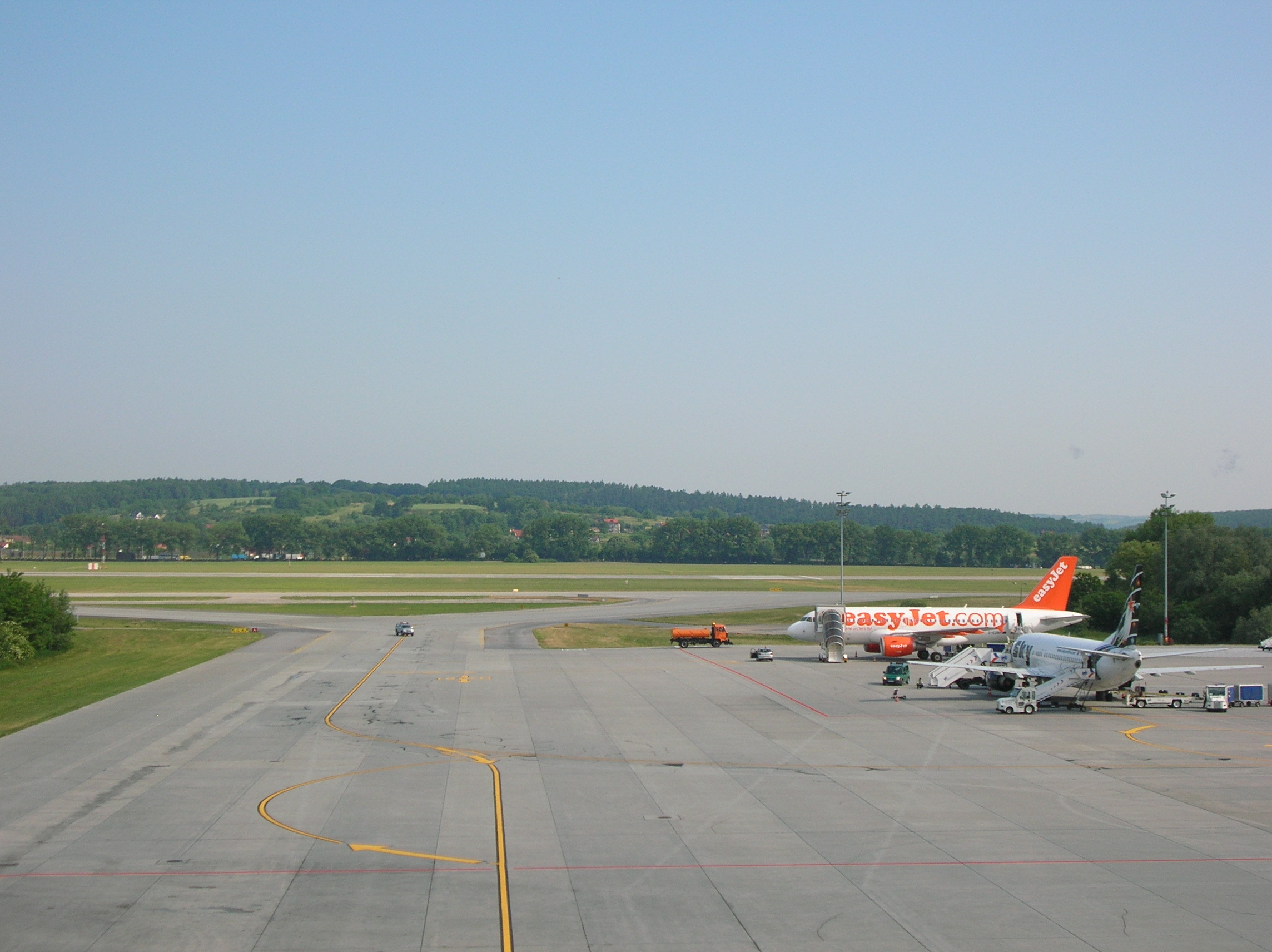
Port lotniczy Kraków-Balice
Lotnisko jest typowym przykładem efektu NIMBY. Miasto odnosi z jego budowy duże korzyści gospodarcze, jednak zamieszkiwanie w pobliżu lotniska jest niepopularne z uwagi na hałas, zanieczyszczenie i ruch drogowy, jakie ono wytwarza.

NIMBY (akronim ang. Not In My Back Yard, „nie na moim podwórku”, w Polsce znane też jako „nie w moim ogródku”) – pejoratywne określenie postawy i aktywizmu osób, które wyrażają swój sprzeciw wobec pewnych inwestycji w swoim najbliższym sąsiedztwie, choć nie zaprzeczają, że są one potrzebne w ogóle. Są więc za ich powstaniem, ale w zupełnie innym miejscu, z dala od ich domostw. Ponieważ mieszkańcy innych okolic również mogą zajmować takie stanowisko, w rezultacie dane projekty mogą nie zostać zrealizowane nigdzie.
Postawa NIMBY wyraża się głównie w aktywizmie społecznym, prawnym i politycznym o charakterze lobbingu na poziomie samorządów lokalnych, ukierunkowanym na zablokowanie inwestycji, oraz uchwalenie restryktywnego planowania przestrzennego, np. w postaci planów zagospodarowania przestrzennego służącego wyłącznie lokalnym interesom.
Określany tak opór wobec inwestycji jest uzasadniany na przykład ich uciążliwością, obniżeniem poziomu bezpieczeństwa, gentryfikacją, zaburzeniem estetyki sąsiedztwa, spadkiem wartości nieruchomości, niechęcią wobec komercyjnych deweloperów, napływem niepożądanych grup społecznych, czy kosztem alternatywnym, który mieszkańcy woleliby przeznaczyć np. na parki.
Termin pojawił się w języku angielskim ok. 1980, choć konflikty społeczne tego typu występowały i były opisywane już wcześniej. Przeciwieństwem NIMBY jest YIMBY.

## Badania
Badania ekonomiczne sugerują, że wiązane z lobbingiem typu NIMBY ograniczenia planowania miast, mają znacząco negatywne efekty dla ogólnej gospodarki i dobrobytu. Duże analizy danych ze Stanów Zjednoczonych oszacowały, że restrykcyjne plany przestrzenne miast takich jak Nowy Jork czy San Francisco obniżyły wzrost gospodarczy tego kraju o kilka procent, a w długim terminie nawet o 36%. Podobne wyniki uzyskano również m.in. w Wielkiej Brytanii. Glaeser ocenia, że taka strata przerasta wszelkie sensowne szacunki lokalnych kosztów zewnętrznych inwestycji.
Według analiz Rognliego, restrykcyjne planowanie miast odpowiada również za dużą część wzrostu nierówności w XX wieku. Różnorodne badania szacowały, że podnosi ono ceny mieszkań i wynajmu oraz koszty budowy, wyklucza duże grupy społeczne z dostępu do dobrych szkół, segreguje miasta i podnosi bezdomność. Powoduje eksurbanizację, i wskutek tego, większy ruch samochodowy, korki i zanieczyszczenia środowiska. W wielu przypadkach blokowane jest zarówno komercyjne, jak i społeczne budownictwo. Paradoksalne rezultaty sugerują, że prym w aktywizmie NIMBY wiodą skądinąd liberalne miasta i wyborcy.
Badania psychologiczne i socjologiczne sugerują, że konflikt NIMBY dotyka, oprócz interesu prywatnego, potrzeby identyfikacji i tożsamości opartych na miejscu, oraz potrzeby partycypacji społecznej. Według opracowania Matczaka, rozwiązania partycypacyjne są w związku z tym bardziej skuteczne w zmianie postawy od zachęt czysto ekonomicznych.

## Przykłady
Najbardziej jaskrawe konflikty NIMBY mają miejsce przy projektach ewidentnie uciążliwych (jak budowy autostrad, linii kolejowych, oczyszczalni ścieków czy składowisk odpadów), lub postrzeganych jako uciążliwe (centra rehabilitacyjne dla narkomanów czy kliniki dla chorych na AIDS). W Polsce wzbudzają je m.in. plany budowy elektrowni jądrowej, czy elektrowni wiatrowych, obwodnic i spalarni odpadów.
Historycznie aktywność NIMBY odgrywała jednak także dużą rolę przy rozpowszechnianiu się mieszkań wielorodzinnych, czy planach umożliwiających desegregację miast. W Stanach Zjednoczonych budowa wielorodzinnych kamienic pozostawała w 2019 wykluczona na znacznym obszarze takich miast jak Los Angeles (75% powierzchni), Portland (77%), Seattle (81%) czy San Jose (94%).

## Pokrewne akronimy
- NIMEY (ang. Not In My Election Year – nie w roku moich wyborów)[potrzebny przypis]
- NIMTOF (ang. Not In My Term Of Office – nie w trakcie mojej kadencji)[potrzebny przypis]
- BANANA (ang. build absolutely nothing anywhere near anything)[potrzebny przypis]
- LULU (ang. locally unacceptable land use)[34]